# Hans-Jürgen Stumpff
Hans-Jürgen Stumpff (15 de junho de 1889 – 9 de março de 1968) foi um general alemão durante a Segunda Guerra Mundial e um dos responsáveis pela rendição da Alemanha Nazista que ditou o fim da Segunda Guerra Mundial na Europa.
Militar desde 1907, em 1933 Stumpff já tinha o posto de Tenente-coronel, tendo entrado para a então recém-criada Luftwaffe. Depois de a Luftwaffe ser estabelecida na prática, Stumpff serviu como chefe do estado-maior entre 1 de Junho de 1937 e 1 de Janeiro de 1939. Em 1938, ele foi promovido a General der Flieger. Durante a guerra, comandou várias Luftflotten, tendo sido condecorado com a Cruz de Cavaleiro da Cruz de Ferro.